# Joseph von Fallois
Joseph von Fallois (* 8. November 1849 in Stettin; † 24. November 1912 in München) war ein preußischer General der Infanterie.

Familienwappen

## Leben

### Herkunft
Er war der Sohn des späteren preußischen Generalleutnants Friedrich von Fallois (1801–1867) und dessen Ehefrau Marie, geborene Harrer.

### Militärkarriere
Fallois besuchte die Kadettenanstalt in Wahlstatt und Berlin. Im Anschluss wurde er am 13. Juni 1866 als Portepeefähnrich dem 2. Garde-Regiment zu Fuß der Preußischen Armee überwiesen. Mit dem Regiment beteiligte er sich während des Krieges gegen Österreich im gleichen Jahr an den Kämpfen bei Soor und Königinhof. In der Schlacht bei Königgrätz wurde Fallois schwer verwundet und für seine Leistungen mit dem Militärehrenzeichen I. Klasse ausgezeichnet. Am 6. August 1866 wurde er zum Sekondeleutnant befördert. Als solcher war Fallois vom 29. September 1867 bis zum 15. November 1868 zur Schloßgarde-Kompanie kommandiert.
Auch am Krieg gegen Frankreich 1870/71 nahm Fallois teil. Er fungierte vom 19. August bis zum 19. Oktober 1870 als Führer der 2. Kompanie, kämpfte bei Gravelotte, Beaumont sowie Sedan und machte die Belagerung von Paris mit. Ausgezeichnet mit dem Eisernen Kreuz II. Klasse wurde Fallois nach dem Frieden von Frankfurt vom 9. November 1871 bis zum 24. September 1872 an die Unteroffizierschule Ettlingen kommandiert. Nach seiner Rückkehr zu seinem Regiment wurde er zum Adjutanten des Füsilierbataillons ernannt und am 12. Oktober 1872 zum Premierleutnant befördert. Im weiteren Verlauf seiner Militärkarriere stieg Fallois bis März 1895 zum Oberst auf und war als solcher bis 14. Juni 1898 Kommandeur des 1. Badischen Leib-Grenadier-Regiments Nr. 109. Im Anschluss daran beauftragte man ihn mit der Führung der 57. Infanterie-Brigade in Freiburg im Breisgau und ernannte ihn unter gleichzeitiger Beförderung zum Generalmajor am 20. Juli 1898 zum Kommandeur dieser Brigade.
Fallois war vom 18. Mai 1901 bis zum 3. April 1907 als Generalleutnant Kommandeur der 29. Division. Ab 4. April 1907 war er als Kommandierender General des XIII. (Königlich Württembergisches) Armee-Korps in Stuttgart nach Württemberg kommandiert, bis Fallois schließlich am 22. Februar 1908 unter Stellung à la suite des 2. Garde-Regiments zu Fuß mit der gesetzlichen Pension zur Disposition gestellt wurde. Anlässlich seiner Verabschiedung hatte ihm der württembergische König das Großkreuz des Friedrichs-Ordens verliehen.